# Sluhovská lípa
Sluhovská lípa je památný strom ve vsi Sluhov, severozápadně od Sušice. Přibližně 700 let stará lípa velkolistá (Tilia platyphyllos) roste v centru vsi, v nadmořské výšce 590 m. Obvod jejího kmene měří 790 cm a koruna stromu dosahuje do výšky 25 m, výška koruny je 21 m a šířka koruny 12 m (měření 2000). Kmen i koruna jsou poškozené, kmen je dutý, ve 4 m se dělí na tři hlavní větve, jedna je ulomená, po ní zůstala částečně zakrytá dutina, pata stromu má mohutné kořenové náběhy. Lípa je chráněna od roku 1985 jako esteticky zajímavý strom, významný habitus, významný stářím i vzrůstem.